# 劉用錫
劉用錫（1781年5月7日—1836年5月31日，乾隆四十六年四月十四日－道光十六年四月十八日），字福田，號淑敷。江蘇省常州府武進縣（今屬常州市）人，清朝政治人物。

## 生平
監生出身。報捐河南山東河道縣丞。
嘉慶十二年（1807年），升署安徽宿州知州。
十三年（1808年）十月，因「宿州文生郭懷清錢店被劫銀物并砍傷郭兆祥等一案」限滿未緝獲贓匪，被題參。
十八年（1813年），因宿州挑濠築堤開銷問題出具查核供結。
十九年（1814年），仍署宿州知州。
後暫署盱眙縣知縣、亳州知州，以知府候補。誥封奉直大夫，例晉中憲大夫。
道光三年（1823年），調署泗州直隸州知州。八月，調授無為州知州。
七年（1827年）七月，因被下屬指控「修埧辦工不實並溢田私徵銀米」遭解任交巡撫審訊。
道光十六年（1836年）四月十八日卒，年五十六歲。十月，因未完民欠河帑銀案，家屬被追賠。

## 家庭及關聯
劉用錫為武進西營劉氏第十六世。
- 祖父：劉星煒（1718年－1772年），乾隆十三年傳臚，官至工部左侍郎。
- 祖母：余氏，劉星煒正室，歲貢生余世奇之女。

- 生父：劉種之（1741年－1810年），星煒次子，乾隆三十一年進士，官至右春坊右贊善、河南學政。
- 生母：毛氏，劉種之側室，以子用霖敕封孺人。

- 嗣父：劉謹之（1739年－1787年），星煒長子，乾隆二十四年舉人，官至禮科掌印給事中，贈鴻臚寺卿銜。
- 嗣母：宜興湯氏，誥封恭人，夫亡殉節，旌表節烈。乾隆十六年進士內閣侍讀學士湯先甲之女。
- 嗣庶母：王氏，嘉慶二十年以用錫誥贈恭人[10]。
- 嗣庶母：陳氏。

- 劉用錫排行第三，出嗣伯劉謹之，有本生二兄二弟三妹：
  - 劉用霖（1778年－1836年），監生，官陝西渭南縣等縣知縣。娶刑部主事浙江仁和趙溶之女。
  - 劉用和（1780年－1841年），監生，官至甘肅平涼府知府。娶山東廣寧州知州湯康業之女。
  - 劉用績（1782年－？年），出嗣叔劉理之。
  - 妹一，由嗣庶母王氏、陳氏撫養，適儀徵鄭兆梁。
  - 妹二，適安徽蕪湖龍驤。
  - 劉用康（1796年－1851年），監生，官雲南安豐場鹽大使。娶江蘇淮揚道師彥之女。
  - 妹三，適嘉慶十三年進士監察御史浙江嘉善查元偁。
  - 妹四，適廣東候補通判南匯吳敬樞。

### 妻妾
- 正室：湯氏，誥封宜人，例晉恭人。候選郎中湯紹業之女。
- 側室：趙氏，以子達泉敕封孺人。
- 側室：仇氏。
- 側室：潘氏。
- 側室：錢氏。
- 側室：趙氏。

### 子女
有子女九人，四子五女。
- ⒈長子：劉承恩（1817年－？年），庶錢氏出，早卒。
- ⒉次子：劉達泉（1817年－1853年），庶趙氏出。署湖北雲夢縣典史，在任殉難，賞雲騎尉世職。娶江陰陳氏，安徽候補縣丞陳廷桂之女。
- ⒊三子：劉達淵（1819年－1849年），庶錢氏出。娶陶氏，安徽亳州知州陶澐之女。
- ⒋四子：劉達源（1820年－1876年），庶趙氏出。河南候補知縣，加同知銜。娶韓氏，韓鎏之女；繼娶南匯周氏，監生周鑄之女。
- ⒌長女，嫡湯氏出，適兵部武選司候補郎中靖江朱金質。
- ⒍次女，嫡湯氏出，適兩淮候補鹽大使雲南倪葆琨。
- ⒎三女，嫡湯氏出，適四川茂州吏目蔣子軾。
- ⒏四女，庶仇氏出，適道光二十六年舉人海寧陳仁溥。
- ⒐五女，庶仇氏出，適候選未入流紹興梁曾鼎。